# 报恩寺塔 (苏州市)
31°19′28″N 120°36′55″E / 31.32444°N 120.61528°E
报恩寺塔，位于中国江苏省苏州市姑蘇區人民路652号报恩寺内，俗称北寺塔，是楼阁式塔，砖木结构。有“吴中第一古刹”的称号。2006年被列入第六批全国重点文物保护单位名单。

## 历史
三国东吴赤乌年间，孙权为报答母亲吴太夫人的养育之恩，一说为乳母陈氏，建“通玄寺”。南朝·梁中大通四年（532年）建十一层塔。唐开元二十六年（734年），通玄寺易名“开元寺”。后唐同光三年，吴越王钱镠另建开元寺于盘门瑞光塔旁，后周显德年间，钱镠移支硎山报恩寺额于原开元寺址，从此定名为报恩寺。 南宋绍兴二十三年（1153年）改建成八面九层塔，砖身木檐，高76米，底层飞檐四出，保存至今。1918年2月13日，广东省南澳县近海发生黎克特制7.5级强烈地震并波及苏州，震感强烈，是苏州史上最强烈的地震，此塔塔尖在地震时塌下半截。
報恩寺塔曾长期是苏州市内最高的建筑物。

## 交通
- 苏州轨道交通4号线北寺塔站

## 图册
- 文物保护碑
- 七佛宝殿.2021
- 梅圃.2021